# George Pullicino

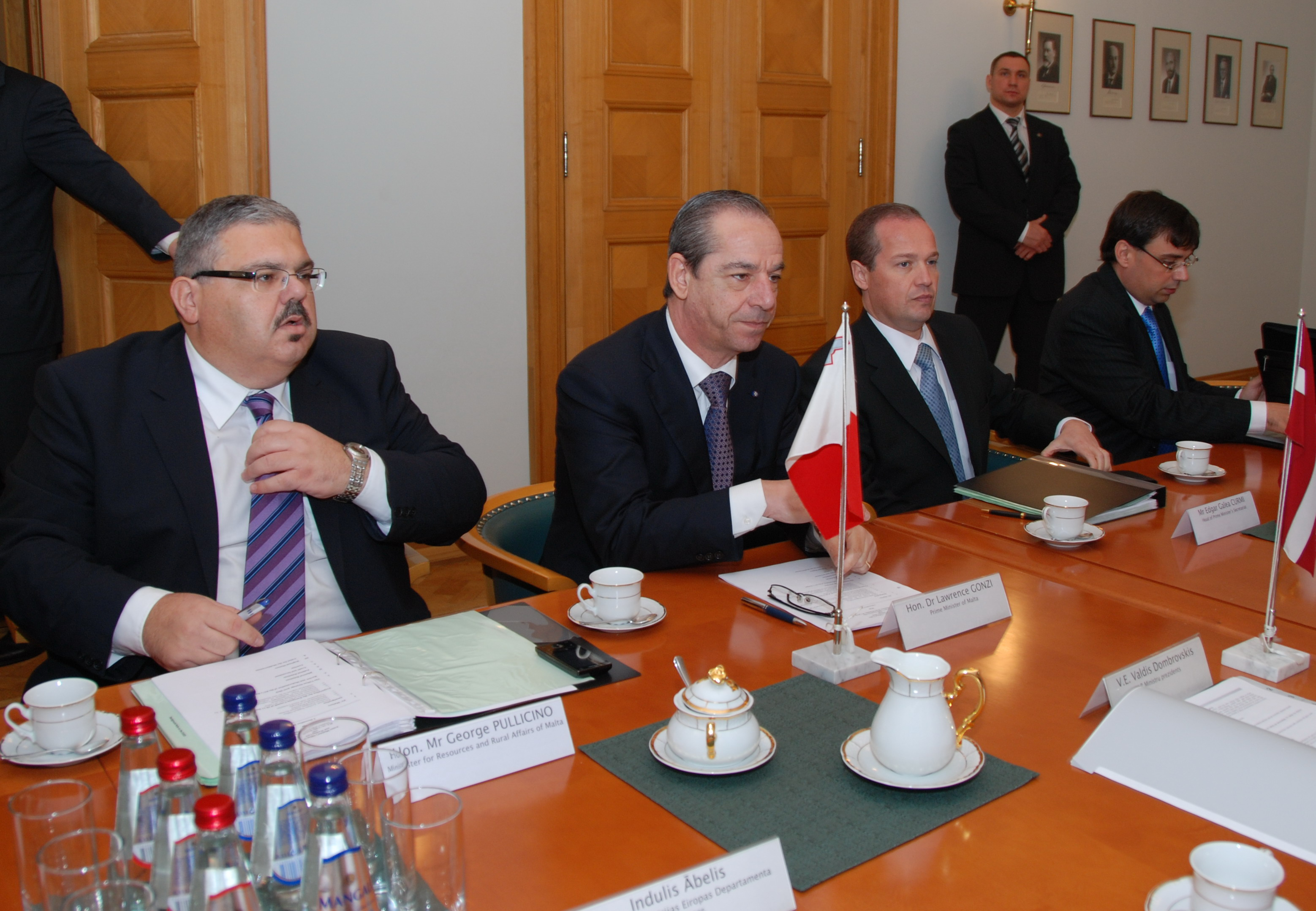
George Pullicino (ganz links) im Jahr 2009

George Pullicino (* 17. Februar 1964 in Sliema) ist ein maltesischer Politiker der Nationalist Party und Minister.

## Biografie
Pullicino studierte nach dem Schulbesuch Architektur an der University of Malta, wo er sich insbesondere auf Stadtplanung spezialisierte. Zuletzt war er bis 1996 Hauptgeschäftsführer des Maltesischen Rates für Wissenschaft und Technologie.
Bereits 1980 begann er seine politische Laufbahn mit der Wahl zum Mitglied des Exekutivkomitees der Maltese Christian Democrat Students Movement (Studenti Demokristjani Maltin), die der Partit Nazzjonalista (PN) nahesteht. In den folgenden Jahren bekleidete er verschiedene Posten, ehe er zwischen 1984 und 1987 Präsident der SDM war. Anschließend wurde er zunächst 1987 zum Generalsekretär der Jugendbewegung der Nationalist Party (Moviment Zgħazagħ Partit Nazzjonalista) gewählt, deren Präsident er 1990 wurde. In dieser Funktion war er auch Vertreter bei internationalen christdemokratischen Jugendbewegungen und unter anderem von 1990 bis 1992 Mitglied des Exekutivgremiums der Jugend der Europäischen Volksparteien (Youth of the European People’s Party). In dieser Zeit war er im Exekutivgremium für die Umweltpolitik sowie die Beziehungen zu Nicht-EU-Staaten verantwortlich.
1992 bewarb er sich als Kandidat der Partit Nazzjonalista erfolglos für die Wahl zum Abgeordneten des Repräsentantenhauses. Bei der Wahl 1996 wurde Pullicino erstmals zum Abgeordneten des Repräsentantenhauses gewählt, wo er den Wahlkreis 10 vertrat. Bei den Parlamentswahlen 1998, 2003 sowie 2008 wurde er jeweils als Abgeordneter wiedergewählt.
Nach dem Wahlerfolg der Nationalist Party wurde er im September 1998 Parlamentarischer Staatssekretär beim Minister für Inneres und Umwelt, Tonio Borg.
Nach dem erneuten Wahlerfolg der PN wurde er am 15. April 2003 zum Minister für Landwirtschaft und Umwelt in das Kabinett von Premierminister Edward Fenech Adami berufen. Dieses Amt übernahm er auch nach dem Amtsantritt von Fenech Adamis Nachfolger Lawrence Gonzi am 23. März 2004 und bekleidet dieses bis heute. Sein Ministerium umfasst dabei nicht nur den Landwirtschafts- und Fischereisektor, ländliche Entwicklung und Städteplanung, die Maltesische Umwelt- und Planungsbehörde (MEPA), sondern seit März 2004 zusätzlich auch das Strategiemanagement für die Abfallbeseitigung auf den Inseln Malta, Gozo und Comino. Als Umweltminister setzt er sich dabei nach einer anfänglichen Freigabe der Vogeljagd nach heftiger Kritik von Tierschützern auch für das Verbot der Vogeljagd und den Vogelschutz ein.